# Shell-Account
Ein Shell-Account ist ein Benutzerkonto auf einem entfernten Rechner, das einem Benutzer über ein Protokoll wie Telnet oder SSH Zugang zu einer Shell ermöglicht.

## Verwendung des Begriffs
Im Gamer-Slang bezieht sich der Begriff häufig hauptsächlich auf die Fähigkeit, einen IRC-Bouncer oder einen Bot, beispielsweise Eggdrop, auszuführen. Eigentlich bezeichnet er aber jeden entfernten Zugang zu einer Shell, so auch beispielsweise zu einem gemieteten Server oder zu einem privaten PC. Speziell auch die Administration größerer Rechnernetze findet im Normalfall, so die beteiligten Rechner mit einem geeigneten Betriebssystem betrieben werden, auf diesem Weg statt. Da für die Benutzer eines Betriebssystems, das die Bedienung per Shell unterstützt, diese Fähigkeit selbstverständlich ist und jedem Benutzerkonto auf einem solchen System üblicherweise diese Möglichkeit zur Verfügung steht, wird der Begriff Shell-Account hauptsächlich außerhalb dieses Benutzerkreises benutzt, beispielsweise von Anwendern, die nur für sehr wenige Aufgaben Shell-Zugang zu einem anderen Rechner benötigen.

## Betriebssysteme mit Shell-Unterstützung
Die folgenden Betriebssysteme unterstützen die Bedienung des Rechners von einem entfernten Standort aus über eine Shell. Die Liste erhebt keinen Anspruch auf Vollständigkeit; die Einträge haben Beispielcharakter.
- Traditionelle Multi-User-Betriebssysteme wie Unix und seine modernen Derivate, beispielsweise Solaris
- Jedes moderne unixoide Betriebssystem wie GNU/Linux, macOS und andere Mitglieder der BSD-Familie
- Windows unter Einsatz von Cygwin

## Eingesetzte Software
Serverseitig wird heute hauptsächlich eine SSH-Implementation eingesetzt. Das verschlüsselte SSH-Protokoll hat damit ältere Protokolle wie RSH abgelöst. Heute noch in seltenen Fällen gebräuchlich ist dagegen Telnet. Hierbei handelt es sich ebenfalls um eine unverschlüsselte Verbindung, allerdings mit Authentifizierung aufgrund eines Benutzerkontos. Mit Aufkommen von verschlüsselten Protokollen aufgrund eines gesteigerten Datensicherheitsbewusstseins in der Anwenderschaft werden diese Protokolle jedoch im Allgemeinen als unsicher empfunden. Auch bietet SSH Komfortmerkmale, die den anderen Protokollen fehlen, so unter anderem die Möglichkeit der Authentifizierung über Schlüssel, wodurch die manuelle Passworteingabe entfällt. Sowohl Server- als auch Client-seitige Software für alle diese Protokolle steht üblicherweise unter unixoiden Betriebssystemen zur Verfügung. Eine freie SSH-Implementation ist beispielsweise OpenSSH.
Clientseitig existiert zudem spezielle, in die heute gebräuchlichen grafischen Oberflächen eingebundene Software. Ein Beispiel für eine solche Client-Software ist PuTTY, das für viele gängige Betriebssysteme kostenfrei erhältlich ist.

## Kommerzielle Angebote
Die unter Gamern begehrten Shell-Accounts zum Zweck des Betriebs eines Bouncers oder Eggdrops werden üblicherweise kommerziell auf der Basis von Linux angeboten. Ein Grund dafür könnte die weite Verbreitung dieses Betriebssystems sein, wodurch auch die wichtigste notwendige Software verfügbar ist.
Außerhalb der Gamer-Szene existieren weitere Nischen. Wissenschaftlich orientierte Angebote wie der Sun Grid des amerikanischen IT-Unternehmens Sun Microsystems verzichten allerdings oft auf direkten Shell-Zugriff, da die eingesetzte Architektur sich hierfür nicht immer eignet.

## Nichtkommerzielle Shell-Accounts
Die meisten Universitäten und viele Hochschulen vergeben Shell-Accounts an immatrikulierte Studierende. Andere Anbieter knüpfen die Vergabe von Accounts meist an strenge Bedingungen.
So vergibt beispielsweise das Projekt SourceForge Shell-Zugriff auf Server und eine Compile-Farm an registrierte Projekt-Entwickler. Die Wikimedia Foundation, die die Wikipedia betreibt, vergibt Zugänge an Entwickler von Werkzeugen zur Verwendung mit Wikimedia-Projekten.